# Orvosegyetem SC
El Orvosegyetem SC (OSC) es un club polideportivo húngaro en la ciudad de Budapest.
Los deportes que se practican en el club son:
- Karate
- Balonmano
- Fútbol
- Voleibol
- Tenis
- Bádminton
- Gimnasia
- Triatlón
- Esgrima
- Natación
- Waterpolo

## Historia
El club fue fundado en 1956. 

## Palmarés de waterpolo
- 7 veces campeón de la liga de Hungría de waterpolo masculino (1969-1974 y 1978)
- 2 veces campeón de la copa de Hungría de waterpolo masculino (1970 y 1974)
- 2 veces campeón de la Copa de Europa de waterpolo masculino (1973 y 1979)[2]
- 1 vez campeón de la Supercopa de Europa de waterpolo masculino (1979)